# Deborah Chow
Deborah Chow, née le 16 juin 1972 à Toronto, est une cinéaste, réalisatrice de télévision et scénariste canadienne connue pour ses films indépendants et son travail à la télévision dans l'univers Star Wars. Deux de ses premiers courts métrages, Daypass (2002) et The Hill (2004) ont tous deux remporté des prix dans divers festivals de films internationaux. Son premier long métrage, Le Prix à payer, qu'elle a écrit et réalisé, a rencontré un important succès critique
Deborah Chow a réalisé divers projets pour la télévision, dont l'adaptation en téléfilm de Les Enfants du péché (2014) et des épisodes des séries  Copper, Les Enquêtes de Murdoch, Reign : Le Destin d'une reine, Beauty and the Beast, et Mr. Robot. Dans l'univers  Star Wars , Deborah Chow est également la réalisatrice de plusieurs épisodes de The Mandalorian et des six parties de la série Obi-Wan Kenobi pour Lucasfilm et Disney+.

## Jeunesse
Deborah Chow est la fille à moitié chinoise de parents qui ont émigré d'Australie à Toronto, Ontario, Canada, où elle a grandi.
Son père chinois était un passionné de cinéma et lui a fait découvrir le monde des films classiques et du cinéma. Deborah Chow est diplômé de la Gordon Graydon Memorial Secondary School à Mississauga, en Ontario.
Elle a obtenu son diplôme de premier cycle, majeure en théorie culturelle et mineure en histoire de l'art, de l'Université McGill à Montréal, où elle a réalisé son premier court métrage. Après l'obtention du diplôme elle a ensuite terminé sa maîtrise en réalisation à l'université Columbia à New York, où elle a réalisé deux courts métrages et un scénario de long métrage, dont son court métrage Daypass qui a été projeté à plus de 35 festivals et a remporté plusieurs prix.

## Carrière
Deborah Chow a commencé sa carrière en écrivant et en réalisant des courts métrages tout en étudiant le cinéma à l'université et s'est fait connaître avec son premier long métrage, Le Prix à payer, en 2010. En tant que réalisatrice, elle a notamment  travaillé avec des acteurs tels que James Urbaniak, Zach Braff et Isabelle Blais.
En tant que réalisatrice de télévision, elle a travaillé sur la série BBC Copper, les programmes CW Reign : Le Destin d'une reine et Beauty and the Beast, l'émission de CBC Les Enquêtes de Murdoch et la série USA Network Mr. Robot. Elle a également réalisé l'adaptation des Enfants du péché sur Lifetime, qui mettait en vedette Heather Graham et Kiernan Shipka.
Chow a été réalisatrice de deux épisodes de la série télévisée diffusée en streaming sur Disney+, Star Wars : The Mandalorian, dans laquelle elle a également fait un caméo en tant que pilote X-wing de la Nouvelle République. Elle est en 2022  l'unique réalisatrice des six épisodes de la série Obi-Wan Kenobi. La présidente de Lucasfilm Kathleen Kennedy a déclaré que « Nous voulions vraiment sélectionner un réalisateur capable d'explorer à la fois la détermination tranquille et la riche mystique d'Obi-Wan d'une manière qui se coule de façon transparente dans la saga Star Wars. Sur la base de son travail phénoménal de développement de nos personnages dans The Mandalorian, je suis absolument convaincue que Deborah est la bonne réalisatrice pour raconter cette histoire »,
Deborah Chow a également réalisé le clip de Black Summer, le premier single de l'album des Red Hot Chili Peppers, Unlimited Love sorti en avril 2022.